# نصار عبد الله
نصار عبد الله (24 ديسمبر 1945 -) هو شاعر وأستاذ جامعي ومترجم مصري.

## حياته ونشأته
ولد نصار محمد عبد الله نصار في 24 ديسمبر 1945 بمدينة البداري محافظة أسيوط، ونشأ في أسرة لها حظ وافر من الأصالة والثروة، وكان لكل من جده لأمه ولأمه أكبر الأثر في نشأته على حب المعرفة والقراءة، وفي هذا يقول:
«كان جدي لوالدتي مزارعاً مستنيراً كثير القراءة بدليل المكتبة التي تركها في بيتنا القديم، والتي كانت مكتبة متنوعة حافلة، رغم أنه نال قدراً محدوداً جداً من التعليم الأزهري، ومن مظاهر استنارته أنه كان واحداً من المؤمنين بأهمية تعليم المرأة، ولهذا السبب فقد كان عاقداً العزم على تعليم بنته الوحيدة (والدتي)، إلى أقصى مرحلة يمكن أن تصل إليها فتاة مصرية في تلك الفترة المبكرة من القرن العشرين، غير أن وفاته المفاجئة قد أحبطت هذا المشروع حيث أخرجت والدتي من المدرسة الابتدائية.»
أما والدة نصار عبد الله فقد لعبت الدور المحوري في تهيئته إلى حب المعرفة والشغف بالقراءة، إذ اهتمت بتعليمه مبادئ القراءة والكتابة في سن مبكرة، وقبل التحاقه بالمدرسة، وغرست في نفسه عادة القراءة والصبر عليها، من خلال حرصها الدائم على الهروب بعد قضاء واجباتها المنزلية إلى قراءة كتب السيرة النبوية، والمصحف الشريف، وذلك بالاعتماد على المكتبة التي تركها والدها.
تضافر مع الظروف السابقة عامل أخر لعب دوراً في تركيز «نصار عبد الله» على القراءة، والهروب لها ومعها كملاذ أول وأخير له، وهو أن أسرته كانت لا تسمح له بالخروج من المنزل بعد عودته من المدرسة، خوفاً عليه من المعارك القبلية التي كانت دوماً تنشأ داخل موطن نشأته، ولم يكن يشارك أقرانه في اللعب، كل ذلك جعله شغوفاً بالقراءة، التي عوضته الحرية المفقودة.
ومن خلال المكتبة التي عاش معها في منزل أسرته، قرأ نصار عبد الله روائع الأدب العالمي، والروايات البوليسية والمجلات، وتأثر في هذه المرحلة بقصائد أحمد شوقي التي أجراها على لسان الطير والحيوان، وهي القصائد التي ظلت – على حد قوله- كامنة في أعماقه تشكل جزءاً أساسياً من طبيعة تصوره للعلاقات بين البشر.
وخلال مرحلة التعليم الإعدادي والثانوي تعرف في مكتبة المدرسة إلى مورد جديد من موارد المعرفة، فقرأ أعمال نازك الملائكة ومحمود حسن إسماعيل وملك عبد العزيز وغيرهم، وامتدت قراءاته لتشمل أيضاً الرياضيات والكيمياء والفيزياء.
تلقى نصار عبد الله تعليمه قبل الجامعي في البداري، وحصل على الثانوية العامة سنة 1962، ثم التحق بكلية علوم جامعة أسيوط، وانتقل بعدها إلى كلية الاقتصاد والعلوم السياسية بجامعة القاهرة.
وفي القاهرة التقى العديد من الشخصيات الثقافية التي قد قرأ لها أو عنها في مراحل عمره السابقة، وأخذ يتردد على الصالونات والمنتديات الأدبية والثقافية التي كانت تزخر بها القاهرة في تلك الحقبة كصالون العقاد، كما انتظم في التردد على الجمعية الأدبية، التي كانت بؤرة الحياة الثقافية في مصر في ذلك الوقت، وكان لقاءه مع الشيخ أمين الخولي، كما نجح في إقامة علاقات اجتماعية وصداقات مع العديد من مثقفي وكتاب هذه المرحلة، من بينهم صلاح عبد الصبور وأمل دنقل ومحمد إبراهيم أبو سنة وبدر توفيق عبد الرحمن فهمي وفاروق خورشيد وبهاء طاهر وميخائيل رومان وعبد الغفار مكاوي، وغيرهم.
تخرج نصار عبد الله في كلية الاقتصاد والعلوم السياسية سنة 1966, ثم التحق بقسم الفلسفة بكلية الآداب ليحصل على ليسانس الآداب في الفلسفة وعلم النفس سنة 1971, ثم ماجستير الفلسفة سنة 1977, وليسانس الحقوق سنة 1978, ثم دكتوراه الفلسفة من كلية الآداب بجامعة القاهرة سنة 1982، ويعمل الآن أستاذاً للفلسفة الأخلاقية والسياسية بجامعة سوهاج.

## مسيرته
- بدأ نصار عبد الله حياته الوظيفية محررا بمصلحة الاستعلامات، ثم باحثا اقتصاديا بالإدارة العامة للبحوث الاقتصادية بالبنك المركزي المصري (بين عامي 1967 و1978[1]) ثم انتقل إلي العمل بالجامعة حيث عمل مدرسا مساعدا بقسم الفلسفة بكلية آداب جامعة سوهاج (بين عامي 1978 و1982[1])، ثم مدرسا بالقسم ذاته (من 1982 إلى 1987[1]) فأستاذا مساعدا (بين عامي 1987 و1995[1])، ثم أستاذا بالقسم منذ عام 1995.[5] كما شغل نصار منصب وكيل كلية الآداب بسوهاج سنة 1998.[1]
- رغم شهرة نصار عبد الله كشاعر، فلم تقتصر كتاباته علي الشعر فقط، بل امتدت إلي مجالات أخرى كالقصة والمسرحية والدراسة النقدية فضلا عن مقالاته الأدبية والصحفي وترجمته لبعض الأعمال الهامة في الفلسفة.[5] شارك في تأسيس اتحاد كتاب مصر وانتخب لعضوية مجلس إدارته أكثر من مرة، كما مثل مصر في العديد من الملتقيات الأدبية والمؤتمرات الأكاديمية.[1]

## أعماله

### دواوين شعرية
- الهجرة من الجهات الأربع (1970):[2] أصدرها بالاشتراك مع أحمد سويلم وعمر بطيشة وفرج مكسيم عن دار الكاتب العربي.
- قلبي طفل ضال (1978)[2]
- أحزان الأزمنة الأولى (1981)[2]، صدرت عن الهيئة المصرية العامة للكتاب.[1]
- سألت وجهه الجميل (1985)[2]
- ما زلت أقول (1989)[2]
- قصائد للصغار والكبار[4] ـ (1995[1])

### مسرحيات
- الجفاف (1986)[2]، صدرت عن وزارة الثقافة.[1]

### مؤلفات أخرى وترجمات
- فلسفة العدل الاجتماعي (سلسلة كتاب الهلال، 1987)[2][1]
- ترجمة كتاب «أعلام الفلسفة السياسية المعاصرة» (بالإنجليزية: Contemporary Political Philosophers)‏ لكينيث مينوغ وأنطوني كريسبيني، صدرت ضمن سلسلة الألف كتاب عن الهيئة المصرية العامة للكتاب (1988).[2][1]
- فلسفة برتراند راسل السياسية (الهيئة المصرية العامة للكتاب، 1984)[2][1]
- ما الروح؟[2] ـ (ترجمة، 1983).
- بين الفلسفة والأدب[2]
- القانون الوضعي والقانون الأخلاقي[2]
- ترجمة كتاب «عظماء وأحلام مزعجة» (بالإنجليزية: Nightmares Of Eminent Men)‏ لبرتراند رسل، صدرت عن دار المعارف المصرية سنة 1982.[2][1]
- مدخل إلى نظرية الحرب العادلة (دار عين، 1995)[1]
- دراسات في فلسفة الأخلاق والسياسة والقانون (دار الوفا بالإسكندرية، 1999).[1]

## جوائز
- جائزة الدولة التشجيعية سنة 1992.[2]
- جائزة الدولة التقديرية في الآداب سنة 2009.[5][6]